# Proisotoma turberculatum
Proisotoma turberculatum är en urinsektsart som beskrevs av Stach 1947. Proisotoma turberculatum ingår i släktet Proisotoma och familjen Isotomidae. Inga underarter finns listade i Catalogue of Life.